# Surprise-Gletscher
Der Surprise-Gletscher ist ein Gletscher an der Pazifikküste des US-Bundesstaates Alaska. Der Gletscher erhielt seinen Namen von Teilnehmern der Harriman-Alaska-Expedition im Jahre 1899.

## Geografie
Der 12 km lange in nordöstlicher, später in ostnordöstlicher Richtung strömende Gletscher befindet sich am Fuße der Chugach Mountains 75 km östlich von Anchorage. Der Gletscher endet am Surprise Inlet, einer kleinen Seitenbucht des Harriman-Fjords, der im Norden des Prinz-William-Sunds liegt. Der Surprise-Gletscher gilt als aktivster Gezeitengletscher am Prinz-William-Sund und wird häufig von Ausflugsbooten angesteuert. 3,3 km oberhalb des unteren Gletscherendes vereinigt sich der von links kommende Stairway-Gletscher mit dem Surprise-Gletscher.